# Tycho Brahe
Pour les articles homonymes, voir Brahe (homonymie).
Tycho Brahe (), né Tyge Ottesen Brahe (14 décembre 1546 – 24 octobre 1601), est un astronome danois, issu d'une grande famille associée de longue date aux affaires du royaume. Sa région natale, la Scanie, fait désormais partie de la Suède.
Tycho Brahe marque une rupture dans l'histoire de l'astronomie et plus généralement dans l'histoire des sciences. À une époque où prévaut encore le respect de la tradition et des anciens, il donne la priorité à l'observation, avec le souci constant de valider ses hypothèses au regard de celles-ci. Il prend grand soin de la fabrication et de la mise au point de ses instruments, qui lui permettent de recueillir un nombre considérable de données. Bien qu'effectuées à l'œil nu, ces mesures sont, à leur meilleur, au moins dix fois plus précises que celles de ses prédécesseurs en Europe. Ainsi, ses observations de la supernova de 1572 le conduisent à remettre en cause l'immuabilité du monde supra-lunaire énoncée par Aristote, remise en cause confirmée par ses observations de la grande comète de 1577, dont il met en évidence qu'elle ne peut être un phénomène atmosphérique (sub-lunaire).
Ses observations très précises des positions de la planète Mars jouent un rôle décisif dans la découverte par Johannes Kepler de la trajectoire des planètes et plus généralement des trois lois qui régissent leurs mouvement.
Bien que grand admirateur de Nicolas Copernic, il ne se résout pas à abandonner le géocentrisme et préfère mettre au point un système mixte, dit géo-héliocentrique : la Terre reste immobile au centre de l'univers, les autres planètes tournent autour du soleil, entraînées également par le mouvement de celui-ci autour de la Terre. Bien que ruiné conceptuellement par les découvertes de Kepler puis de Newton, le système sera soutenu tout au long du XVIIe siècle par les jésuites qui y verront la seule façon de sauver l'immobilité de la Terre, conforme à leurs yeux aux Écritures. Ce système sera définitivement infirmé par la découverte de l'aberration de la lumière qui met en évidence empiriquement le mouvement annuel terrestre.
Jeune homme, Tycho Brahe bénéficie d'une éducation ouverte aux sciences dans un système universitaire protestant, encore très influencé par les idées de Philipp Melanchthon. Il étudie d'abord à Copenhague, où il découvre en particulier l'astronomie, puis fréquente durant de longues années les universités protestantes allemandes.
Grâce au soutien du roi Frédéric II de Danemark, Tycho Brahe bénéficie pendant une vingtaine d'années de l'usage de l’île de Ven et de confortables revenus pour mener à bien ses travaux. Il y fait construire le palais d'Uraniborg qui est sa demeure, mais surtout un lieu d'études et un véritable centre de recherche avant l'heure, muni d'un observatoire, mais aussi d'un centre artisanal pour la confection des instruments et d'une imprimerie pour diffuser ses travaux. Il y forme de nombreux étudiants et reçoit des visiteurs de l'Europe entière.
Après la mort de son protecteur et l'interrègne qui suit, Tycho Brahe perd le soutien du successeur de celui-ci, Christian IV, et choisit d'émigrer. Accueilli par l'empereur Rodolphe II qui en fait son mathématicien impérial, il s'installe près de Prague. C'est là que Kepler le rejoint pour devenir près d'une année durant son assistant et hériter, à la mort de l'astronome danois en 1601, de ses exceptionnelles observations.
En français, le nom de l'astronome a été souvent orthographié Tycho-Brahé ou Tycho Brahé.

## Biographie
L'importance de Tycho Brahe dans l'histoire de l'astronomie a été longtemps diversement appréciée. À sa mort en 1601, il était le scientifique le plus célèbre d'Europe. À la fin du XVIIIe siècle, Jean Sylvain Bailly ne voyait, depuis l'Antiquité, que Hipparque qui puisse lui être comparé, sans méconnaître l'importance de Copernic que Bailly juge « plus grand comme philosophe que comme astronome ». Cependant, Tycho a parfois été considéré comme un simple observateur, certes sans rival, mais n'exploitant pas lui-même ses observations, ses apports théoriques étaient souvent réduits à son système géo-héliocentrique, vu comme trop complaisant envers les préjugés religieux de l'époque. Bien que le XIXe siècle ne l'ait pas oublié, ce n'est que dans la seconde moitié du XXe siècle que ce tableau a été largement complété et corrigé et que Tycho a trouvé sa place, au premier rang, dans l'histoire de l'astronomie et dans l'histoire des sciences. Ainsi il ouvre le second volume de l'histoire générale de l'astronomie de René Taton et Curtis Wilson, comme étant celui qui, par le primat qu'il donne aux observations, inaugure l'astronomie moderne, à l'égal au moins de Copernic, dont l'héliocentrisme était révolutionnaire, mais dont la pratique était restée celle de l'astronomie ancienne.
En ce qui concerne sa vie, les historiens bénéficient, outre leurs sources habituelles, de la biographie de Pierre Gassendi, une des premières du genre, écrite moins de cinquante ans après la mort de l'astronome. On doit à Tycho lui-même une courte autobiographie, mais Gassendi put la compléter par d'autres sources, interrogeant entre autres des membres de sa famille. En 1890, l'astronome et historien de l'astronomie John Louis Emil Dreyer publie une biographie qui a longtemps fait autorité, même si elle ne prend pas en compte une partie de ses propres travaux, publiés ultérieurement. Dreyer est également le principal éditeur des œuvres complètes de Tycho Brahe publiées entre 1913 et 1929. Plus récemment la biographie de Victor Thoren publiée en 1990 est une somme tant sur la vie que sur l'œuvre de Tycho qui tient compte des derniers travaux publiés au moment de sa parution, y compris ceux en langues scandinaves.

### De haute naissance
Tycho Brahe naît en 1546 au château familial de Knudstrup, en Scanie, alors province danoise. Il est le second des douze enfants (dont huit dépasseront la prime enfance) d’Otte Brahe (en) et de Beate Bille (en) et leur premier fils. Son frère jumeau, auquel il écrira une ode plus tard, ne survit pas. Sa sœur Sophia, qui sera sa collaboratrice, naîtra dix ans plus tard. La famille Brahe comme la famille Bille sont toutes deux de haute et ancienne noblesse et associées de près aux affaires du royaume. Ses deux grands-pères, ses quatre arrière-grands-pères sont ou ont tous été membres du Rigsraad (ou Riksråd), le conseil du royaume, qui, fort d'une vingtaine de membres, assiste le roi, voire le supplée à l'occasion. Son père et ses oncles en font ou feront partie à leur tour, puis deux de ses frères cadets, Steen et Axel. Les Brahe sont propriétaires terriens et gens d'épée. Tôt convertis au protestantisme, ils ont participé à la prise de pouvoir du roi Christian III, qui impose le luthéranisme au Danemark en 1536. Les Bille sont plutôt financiers et gens d'Église. La quasi-totalité des évêques du Danemark sont liés à leur famille, mais ils ont aussi fourni des hommes de guerre pour la défense du catholicisme. Leur influence reste grande, malgré l'avènement de la Réforme, et l'alliance matrimoniale avec les Brahe est aussi, pour le père de Beate, une façon de maintenir celle-ci.
Très jeune, Tycho est enlevé à ses parents par son oncle Jorgen Brahe (en). L'évènement, dont les historiens jugent probable qu'il ait eu lieu dans sa deuxième année, est mentionné dans son autobiographie sans autre détail ni explication. Il reste difficile à interpréter. Promesse non tenue d'Otte à son frère Jorgen ? Il s'avère que ce dernier, dont la femme n'a pas plus de vingt ans au moment de l'enlèvement, n'aura jamais d'enfant. Otte et Beate, qui ont eu à nouveau un fils, Steen, un an après la naissance de Tycho, ne paraissent pas avoir tenu rigueur de l'enlèvement à Jorgen, qui élève, avec sa femme Inger Oxe, Tycho comme s'il était leur propre fils, assurant son entretien et son éducation jusqu'à la disparition accidentelle de Jorgen en 1565. La famille Oxe est moins ancienne que celles des Brahe et des Bille, mais a déjà fourni plusieurs conseillers au Rigsraad. Inger est aussi la sœur de Peder Oxe (en), dont l'habileté en matière de finances et de diplomatie vont faire, en dehors d'une période de huit ans d'exil, l'homme d'État danois le plus influent de l'époque.
C'est sous l'influence d'Inger Oxe, que l'éducation du jeune Tycho Brahe va être très différente de celle de ses frères.

### Enfance et études au Danemark
On a peu de détails sur les années d'enfance du jeune Tycho Brahe. Son oncle est établi dans le manoir familial de Tostrup (en), à l'est de la Scanie, mais il administre aussi successivement diverses places-fortes, et il est probable que son neveu le suive lors de ses déplacements. En 1552, il est nommé gouverneur du château de Vordingborg et des terres qui en dépendent par le roi Christian III, puis la reine mère Sophie (veuve de Frédéric Ier et belle-mère du roi Christian III) le nomme en 1555 responsable du château de Nykøbing voisin, ce qui met Jorgen à la tête d'un ensemble de fiefs considérable. Le roi et sa belle-mère ne s'entendent pas et, en 1558, Jorgen perd cependant la gouvernance de Vordingborg, un évènement également lié à la disgrâce de son beau-frère Peder Oxe, qui se voit confisquer ses biens, et part en exil la même année pour huit ans.
Il est donc probable que la vie de cour seigneuriale, avec de fréquents déplacements, soit celle de Tycho jusqu'à ses sept ans, âge auquel on sait qu'il entame des études élémentaires. Depuis au moins deux siècles, celles-ci ont lieu traditionnellement pour les jeunes nobles dans l'école attachée à la cathédrale d'une ville épiscopale, ceux-ci étant logés chez l'évêque ou un religieux important. La Réforme n'a guère changé cette tradition, à la différence que les théologiens luthériens, originaires des classes moyennes, ont pris la place des évêques qui étaient nobles et qu'ils ont importé un autre mode de vie, inspiré de celui qu'ils ont connu lors de leurs études dans les universités allemandes en particulier à Wittenberg. Tycho rejoint vraisemblablement l'école de la cathédrale de Vordingborg, à l'instar de ses deux frères puinés Steen et Axel (on sait qu'ils étaient inscrit à celle d'Aalborg, centre du fief gouverné par leur père Otto). Il y suit des enseignements de langue et grammaire latine, de religion, de chant et probablement de mathématiques élémentaires.
Le 19 avril 1559, Tycho rejoint l’université de Copenhague pour y parfaire son éducation classique, entre autres dans les trois arts du trivium médiéval, grammaire, logique et rhétorique, considérés à l'époque comme utiles pour une carrière politique. Il y suit également les enseignements du quadrivium, les quatre sciences mathématiques classiques, arithmétique, géométrie, musique et astronomie. Celles-ci ont été remises à l'honneur par le théologien protestant Philipp Melanchthon, disciple et ami de Martin Luther et son principal second. Ses idées ont eu une grande influence sur l'enseignement des universités luthériennes et donc à Copenhague. Une éclipse partielle de soleil a lieu à Copenhague le 21 août 1560. Trop peu spectaculaire pour avoir été remarquée par le jeune Tycho sans qu'elle lui ait été indiquée, cette éclipse n'est pas forcément à l'origine de son intérêt pour l'astronomie, bien que ce soit l'avis de Gassendi. Toujours est-il que c'est à Copenhague que Tycho apprend que les évènements astronomiques ont des régularités qui permettent de les prévoir, qu'il commence d'explorer la littérature astronomique, mais aussi astrologique, et plus généralement à s'ouvrir à un univers intellectuel bien différent de celui des Brahe. Dans ce contexte, l'intérêt particulier que va manifester Tycho pour l'astronomie n'est pas forcément encore exceptionnel. Tycho acquiert les livres que le professeur de mathématiques de l'université utilise pour son enseignement, d'abord le traité de la sphère (de sphaera mundi) de Johannes de Sacrobosco, puis l'année suivante la Cosmographie (Cosmographia) de Peter Apian et la trigonométrie (De triangulis omnimodus) de Regiomontanus. Ces ouvrages portent l'inscription « Tycho Brahe, Anno 1561 », première occurrence connue de la forme latine de son prénom. Tycho se procure aussi les éphémérides de Joannes Stadius fondées sur les Tables pruténiques (qui elles-mêmes s'appuient sur les travaux de Copernic).

### Formation dans les universités allemandes
À l'âge de quinze ans, Tycho doit parfaire son éducation à l'étranger. Pour ses frères cela signifiera servir comme écuyer dans des cours allemandes, mais Tycho va suivre la voie de Peder Oxe et fréquenter les universités germaniques, au cours de trois voyages successifs, qui vont s'étaler sur plus de neuf ans, de 1561 à 1570.
Pour sa famille il s'agit de lui donner la formation qui lui permettra de tenir son rang au service du royaume. Mais dès la fin du premier voyage, sa vocation pour les sciences s'affirme et en particulier pour l'astronomie.
Ses voyages lui permettent également de rencontrer nombre d'humanistes scientifiques ou intéressés par les sciences. Il sympathise avec certains d'entre eux avec qui il restera en correspondance.

#### Leipzig et la naissance de sa vocation

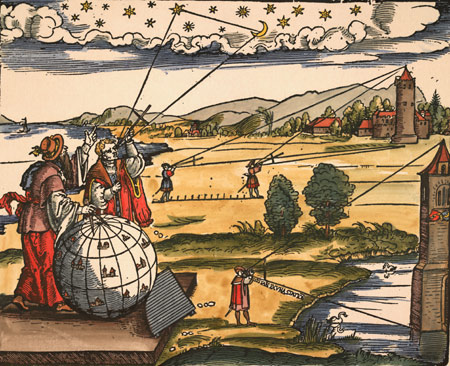
Diverses utilisations d'un bâton de Jacob (plus petit et moins perfectionné que celui acquis par Tycho en 1564), dont un usage astronomique au premier plan ; gravure extraite de l'Introductio geographica de Petrus Apianus, 1532.

Tycho part en 1561 accompagné d'un tuteur de quatre ans plus âgé, le futur historien Anders Sørensen Vedel (en), qui est chargé de veiller à son éducation et dont il conservera l'amitié tout au long de sa vie.
Leur destination est l'université de Leipzig, où ils vont rester trois ans. Tycho y suit les études classiques prévues par sa famille, mais se procure et étudie en secret livres, éphémérides et instruments d'astronomie.
Il commence à observer le mouvement des planètes, armé d'un globe céleste « pas plus gros que le poing » sur lequel il reporte les alignements entre la planète visée et deux étoiles qu'il a repérées à l'aide d'une simple ficelle tendue. Cet attirail rudimentaire suffit au jeune apprenti astronome de seize ans pour mettre en évidence des différences importantes avec les positions prévues par les éphémérides, qu'elles soient fondées sur les Tables alphonsines qui utilisent le système de Ptolémée, ou sur les Tables pruténiques qui utilisent le système de Copernic (même si ces dernières apparaissent légèrement supérieures).
En 1563, il s'est procuré un nouvel instrument, un grand compas qui lui permet de mesurer par visée l'écart angulaire de deux astres, et inaugure en août de la même année son premier journal d'observations par le rapprochement des planètes Jupiter et Saturne dont la conjonction, un phénomène qui se produit tous les vingt ans, a lieu le 17 août 1563. Là encore il ne peut que constater une erreur de près d'un mois pour les Tables alphonsines et qui est encore de plusieurs jours pour les Tables pruténiques. Selon ce que Tycho déclarera plus tard, c'est dès cette époque qu'il décide d'améliorer cet état de fait, en particulier en accumulant les observations.
Tycho s'est également procuré un livre d'astrologie de Johannes Garcaeus (de) et commence la même année à s'entraîner à la rédaction d'horoscopes.
En 1564 il a dix-huit ans, et Vedel ne peut plus guère l'astreindre à se consacrer aux études prévues. Il a rencontré Bartholomäus Scultetus (de), auprès de qui il approfondit ses connaissances en astronomie, mais apprend aussi la cartographie et la géographie… Il se procure son premier instrument astronomique professionnel, un radius astronomicus (ou bâton de Jacob) d'un mètre de long conçu selon les plans de Gemma Frisius par le neveu de celui-ci, Gualter Arscenius. L'instrument de bois et de laiton est suffisamment encombrant et onéreux pour n'avoir pu passer inaperçu aux yeux de Vedel : Tycho s'affirme et ne dissimule plus son intention de se consacrer à l'astronomie.
Au printemps 1565, Tycho et son tuteur décident de rentrer au Danemark. La guerre avec la Suède, qui a éclaté en 1563 et va durer sept ans, ne semble pas les avoir gênés, mais elle ne sera pas sans conséquences pour Tycho. Son oncle et père adoptif Jorgen, après avoir capturé lors d'une bataille navale incertaine l'amiral de la flotte suédoise et son vaisseau, a été nommé vice-amiral de la flotte danoise. Mais en 1565, lors d'un retour au port, il meurt des suites d'un plongeon dans les eaux de Copenhague, en compagnie de son roi (qui, lui, en réchappe). Il aurait tenté de repêcher Frédéric II tombé à l'eau alors qu'ils revenaient tous deux d'une taverne. Jorgen n'a pas eu le temps, comme il le projetait, de faire de Tycho son unique héritier. La fortune et les terres de Jorgen seront gérées en usufruit par sa femme Inger Oxe qui vivra jusqu'en 1591, mais Tycho passe, jusqu'à sa majorité, sous la responsabilité de ses parents naturels. Tycho perd également son grand-père maternel qui meurt en commandant la défense de la forteresse de Bahus. Tycho reste près d'un an au Danemark, le temps qu'il lui faut pour convaincre son soldat de père de le laisser poursuivre ses études, alors que la guerre offre tant d'opportunités à quelqu'un de sa classe sociale.

#### Rostock et perte du nez
En 1566, Tycho retourne sur le continent pour passer quelques mois à l'université de Wittenberg, berceau du luthéranisme, où il retrouve Vedel et probablement Sculetus. Chassé de la ville par une épidémie, il se replie sur l’université de Rostock fréquentée, comme celle de Wittenberg par de nombreux Danois. Là il observe le 28 octobre une éclipse de Lune et rend publique son interprétation astrologique : l'événement annonce la mort du Sultan de Turquie Soliman le Magnifique. Malheureusement pour Tycho, il s'avère que, si Soliman est bien mort, c'était quelques semaines avant l'éclipse. Les moqueries n'ont pas dû manquer et auraient pu, selon Thoren, être la cause d'une dispute avec un cousin éloigné, Manderup Parsberg – mais les historiens en sont réduits aux hypothèses sur l'origine de celle-ci. Toujours est-il que l'affaire se termine en duel. Ceux-ci sont courants à l'époque entre jeunes nobles et peuvent se terminer tragiquement. L'affaire ne sera pas aussi grave pour Tycho, mais il s'en faut de très peu : son cousin lui tranche l'arête du nez, et, si Tycho survit à la blessure, il en reste défiguré à vie. Il portera plus tard un nez postiche, que l'on distingue sur certains de ses portraits et qui aurait été constitué d'or et d'argent, mais ce ne fut relaté qu'après sa mort (et rapporté par Gassendi).
Lors de l'exhumation du corps de Tycho en 1901, on a trouvé des traces de cuivre à l'emplacement du nez, ce qui n'est pas forcément incompatible avec la légende, Tycho ayant pu posséder plusieurs prothèses,.
Il est possible que sa blessure soit à l'origine de son intérêt ultérieur pour la médecine et pour l'alchimie. À Rostock, il a pu suivre, dès cette époque, les enseignements de deux représentants de la nouvelle approche empiriste de la médecine, Heinrich Brucaeus (de) et Levinus Battus (de), d'autant que tous deux s'intéressent également à l'astronomie. Si Brucaeus, qui étudie l'anatomie, est très hostile à l'astrologie, ce n'est pas le cas de Battus, adepte de Paracelse et de sa vision globale de l'homme dans l'univers, qui va également beaucoup intéresser Tycho.

#### Augsbourg et premières constructions d'instruments

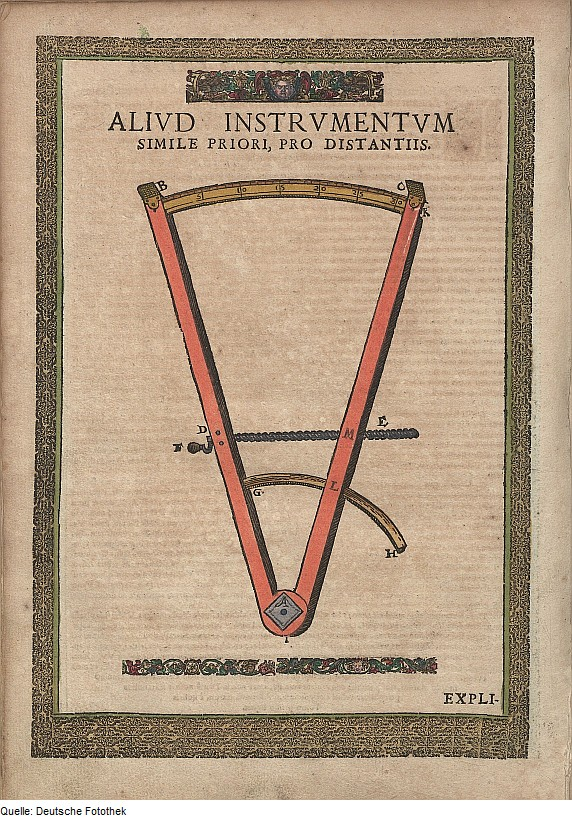
À Augsbourg, en 1569, Tycho conçoit et fait fabriquer pour la première fois un instrument astronomique, un grand compas, ou demi-sextant (ouverture de 30 degrés), dont les branches mesurent 1.5 mètre de long et qui est reproduit vingt-cinq ans plus tard dans l'Astronomiae Instauratae Mechanica. L'instrument de bois et cuivre (pour l'arc) est relativement léger. Il en fera cadeau à Paul Hainzel à son départ d'Augsbourg, mais fera construire un instrument similaire deux ans plus tard à Herrevad avec, cette fois, deux arcs de cuivre interchangeables de 30 et 60 degrés, soit à la fois demi-sextant et sextant, qu'il adaptera pour observer la « nouvelle étoile » (supernova de 1572).

Courant 1567, Tycho retourne au Danemark. Peder Oxe est rentré en grâce l'année précédente. Nommé Rigshofmester (en), l'équivalent de premier ministre, il va améliorer de façon spectaculaire les finances du royaume et faire la paix (en 1570) avec la Suède. Mais à nouveau, Tycho ne profite pas des opportunités que lui apporte le soutien de son oncle par adoption et, en dépit de ce qu'en pense sa famille, préfère retourner tout à la fin de 1567 poursuivre ses études à Rostock où il loge quelque temps chez Levinus Battus et se consacre (très probablement) à la médecine et l'alchimie. Il n'y reste cependant que cinq mois et mène alors quelque temps une vie itinérante. Il s'attarde un peu à Bâle où il rencontre le jeune Hugo Blotius avec qui il tente la construction de quadrants, passe à Freiburg où il admire les modèles astronomiques de Erasmus Oswald Schreckenfuchs (en), est reçu chez Cyprianus Leovitius (en) (dont il a apprécié les éphémérides) à Lauingen, rencontre Philipp Apian (en) (le fils de Peter) à Ingolstadt… Mais c'est à Augsbourg qu'il finit par se fixer au printemps 1569 et va mettre au point ses premiers instruments astronomiques.

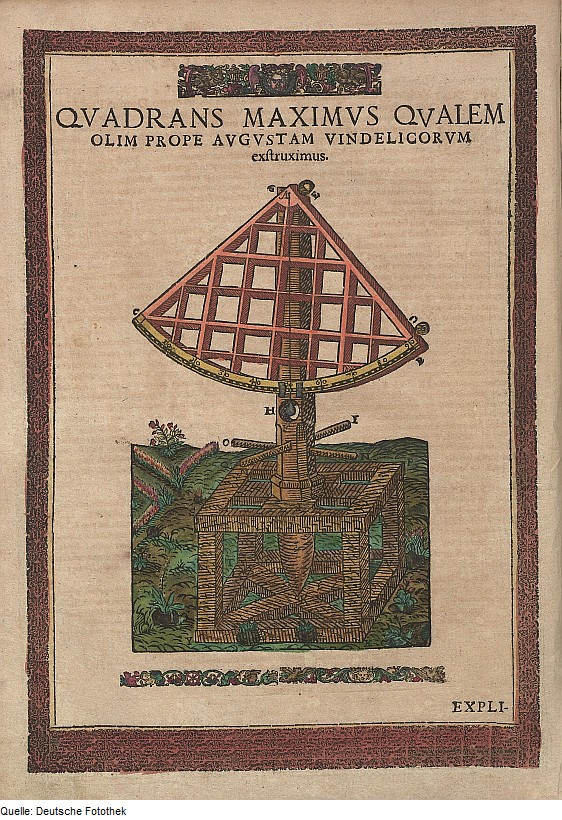
Le grand quadrant, d'un rayon de 5.5 mètres, construit chez Paul Hainzel sur les plans de Tycho à Augsbourg en 1570 (reproduit dans l'Astronomiae Instauratae Mechanica) ; il attire l'attention de Pierre de La Ramée.

Comme toutes les villes de cette importance, Augsbourg possède son cercle d'humanistes qui accueille Tycho. Il sympathise et restera longtemps en correspondance avec certains d'entre eux comme l'érudit Hieronymus Wolf, le bourgmestre Paul Hainzel (de) qui finance la construction de son gigantesque quadrant, le professeur au lycée d'Augsbourg Johannes Major. Mais le jeune danois trouve aussi à Augsbourg un artisan extrêmement capable, Christoph Schissler, qui lui permet de réaliser les instruments qu'il conçoit.
Avec l'aide et le soutien financier de Paul Hainzel, Tycho fait construire à Augsbourg début 1570 un quadrant d'un rayon de 5,5 mètres, la taille qu'il estime alors nécessaire pour atteindre la précision d'une minute d'arc. Il l'utilise pour quelques observations reportées dans son journal. L'instrument restera le plus grand de sa production et attire sur son créateur l'attention du plus célèbre philosophe de l'époque, Pierre de La Ramée, arrivé à Augsbourg en avril 1570. Celui-ci citera dans ses œuvres l'instrument du jeune danois « Bracheus ».
La Ramée est un empiriste convaincu, très hostile à l'aristotélicisme de ses contemporains, et qui promeut dans ses écrits une science sans aucune hypothèse, reposant uniquement sur l'observation. Comme il l'a proposé à Rheticus, il « suffirait » d'établir des éphémérides sur la durée de la Grande Année, celle au bout de laquelle l'univers est censé retrouver la même configuration, et on pourrait alors oublier les hypothèses héliocentrique et géocentrique, les modèles mathématiques, leurs épicycles, excentriques et autres équants.
Tycho discute avec La Ramée de la réforme radicale de l'astronomie que propose ce dernier. S'ils sont d'accord sur le primat à l'observation, Tycho n'accepte pas l'abandon des hypothèses et compare l'astronomie à la géométrie où des axiomes sont nécessaires, même s'il accepte que ces hypothèses puissent évoluer (du temps de Tycho le dogme des astronomes magnifié par Copernic est celui du mouvement circulaire uniforme : le mouvement des corps célestes doit se décomposer à partir de celui-ci). Il juge aussi nécessaire la conception d'un cosmos harmonieux et ordonné, telle que l'a mise en avant Melanchthon. Tycho n'adoptera pas les conceptions de La Ramée et reprochera au philosophe de ne pas connaître la pratique de l'astronomie.
Fin mai 1570, Tycho peut-être alerté par de mauvaises nouvelles à propos de la santé de son père, quitte Augsbourg pour retourner au Danemark. Il arrive probablement début décembre 1570 auprès d'Otte Brahe au château d'Helsingborg. Celui-ci meurt le 9 mai 1571. Bien qu'il ait laissé ses affaires en bon ordre, les héritiers sont nombreux et la complexe succession ne sera réglée que courant 1574. Elle fait de Tycho un homme financièrement indépendant, même s'il ne dispose pas des revenus qu'il aurait pu espérer s'il avait été l'héritier de son oncle Jorge, comme celui-ci l'avait envisagé avant sa disparition.

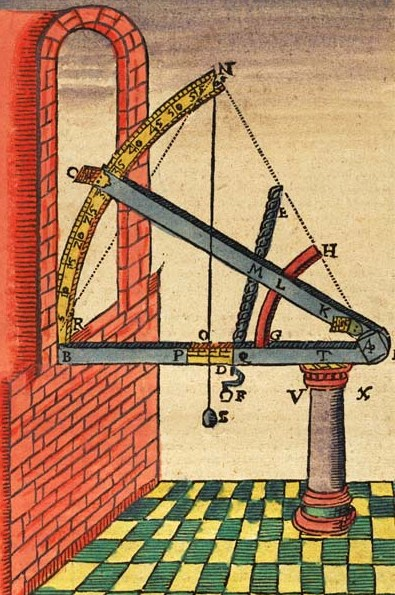
Le sextant avec lequel Tycho Brahe en 1572 observe la « nouvelle étoile », dans la constellation de Cassiopée. Tycho l'a fait construire à Herrevad sur le modèle de son demi-sextant d’Augsbourg. Il décrit dans cette gravure de l'Astronomiae Instauratae Mechanica la façon dont il l'a adapté et monté horizontalement, se servant d'une fenêtre orientée au nord.

### Installation au Danemark

#### Herrevad
Peu après la mort de son père, Tycho s'installe chez son oncle maternel Steen Bille, avec lequel il a sympathisé et qui l'accueille dans son domaine, l'ancienne abbaye de Herrevad, à quelques kilomètres du château familial. Steen Bille est un érudit humaniste, très intéressé par l'alchimie, et Tycho va installer son propre laboratoire sur le domaine.
C'est également vers cette époque qu'il rencontre Kirsten Jørgensdatter, qui va devenir son épouse et la mère de ses enfants, et avec qui il a pu s'installer à Herrevad. Les historiens en sont réduits aux hypothèses sur les origines de celle-ci, peut-être fille d'un pasteur des environs de Knudstrup. Une chose certaine est qu'elle n'est pas noble, ce qui interdit un mariage officiel avec Tycho. À l'époque cependant, Tycho peut invoquer l'ancien droit danois qui accorde un statut d'épouse à une femme qui vit maritalement suffisamment longtemps avec un homme. La chose n'est d'ailleurs pas exceptionnelle, cependant Tycho se prive ainsi de l'alliance entre grandes familles que représente un mariage dans son milieu et se marginalise ostensiblement parmi les gens de son rang.
Selon ses propres dires, Tycho consacre alors la plupart de son temps à l'alchimie. C'est cependant à Herrevad que, le 11 novembre 1572, Tycho fait sa première observation d'importance, celle qui lance réellement sa carrière d'astronome : une « nouvelle étoile » (nova stella) — son éclat dépasse celui de Sirius, de Vega et même de Vénus — est apparue dans la constellation de Cassiopée. Les astronomes du XXe siècle ont pu l'identifier à partir des observations de Tycho et conclure qu'il s'agissait de ce que l'on appelle aujourd'hui une supernova de type I, qu'ils nomment SN 1572. Elle restera observable jusqu'en mars 1574.
Grâce aux instruments dont il dispose, Tycho établit rapidement que la « nouvelle étoile » est immobile vis-à-vis des étoiles qui l'environnent. Il ne peut s'agir d'une planète ni d'une comète, et l'absence de parallaxe diurne observable montre que l'objet est forcément au-delà de la lune, ce qui détruit la conception aristotélicienne alors couramment admise d'une division des cieux en un monde sub-lunaire soumis aux changements et un monde supra-lunaire immuable.
Ces conclusions révolutionnaires sont en évidence dans un court traité, De Nova Stella, qu'il fait publier l'année suivante à l'instigation de Peder Oxe (en). L'activité à Herrevad intéresse en effet le roi et son Grand Intendant. Un chapitre du traité est consacré aux aspects astrologiques et à ses conséquences politiques.
Le traité n'a probablement pas eu un grand écho public, vu sa faible diffusion, mais Tycho le fait parvenir à ses amis, lettrés et hommes de science, à travers toute l'Europe.
En septembre 1574, il donne une conférence à l’université de Copenhague qui est suivie de plusieurs cours où il expose la théorie de Copernic. Peder Jakobsen Flemløse, qui va devenir un de ses plus fidèles assistants, fait partie de ses étudiants.
Courant 1575, il laisse cependant son enseignement pour un nouveau voyage en Allemagne et en Italie. Il ne s'agit plus que d'un simple voyage d'études. Tycho a le soutien de Frédéric II et il semble que celui-ci l'ait missionné pour attirer au Danemark des artistes, des artisans et des ingénieurs. D'autre part Tycho, maintenant autonome financièrement avec le règlement de la succession de son père, projette d'émigrer pour s'établir à Bâle, ville au carrefour de l'Allemagne de la France et de l'Italie.
À son retour fin 1575, son souverain le reçoit et paraît pleinement satisfait, mais la récompense qu'il propose à Tycho, un fief royal comme c'est l'usage pour quelqu'un du rang du jeune danois, n'intéresse pas ce dernier.
Début 1576, le roi, mis au courant du projet d'émigration de Tycho, propose à celui-ci l'île de Ven et de considérables moyens pour mener à bien ses travaux scientifiques. L'offre est exceptionnelle et Tycho ne peut la refuser. Il va pouvoir établir sur l'île un véritable centre de recherches qui devient célèbre dans l'Europe entière : Uraniborg.

#### Uraniborg: un centre de recherche voué à l'astronomie

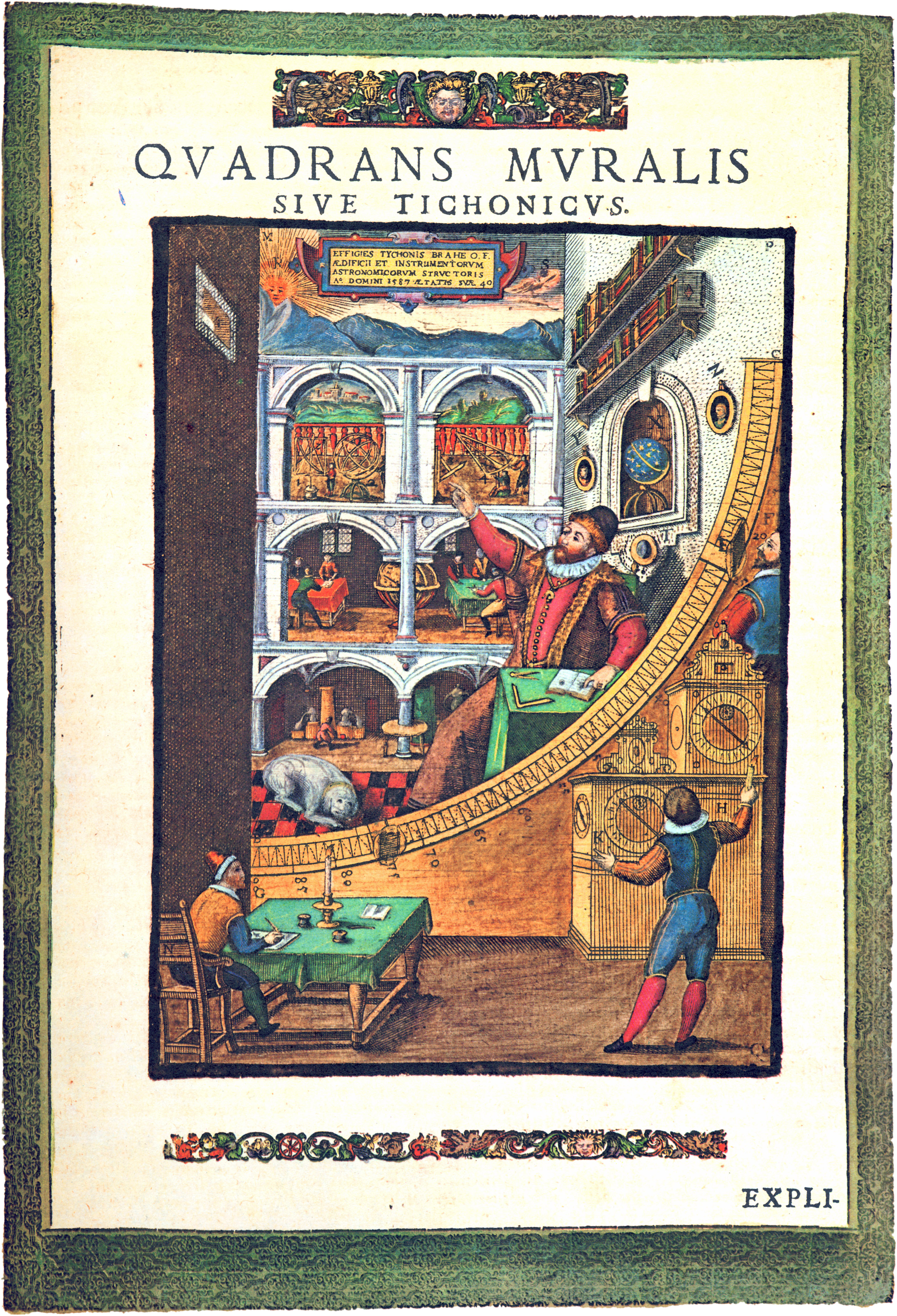
Le grand quadrant mural d'Uraniborg, gravure, Astronomiae Instauratae Mechanica.

Tycho fait construire Uraniborg (« palais d’Uranie » ou « palais des Cieux », Uranie étant la muse de l’Astronomie), dont la première pierre est posée en septembre 1576 et qui devient le plus important observatoire d’Europe. Il détient une autorité suprême sur le domaine et perçoit des revenus provenant du travail des habitants de l’île. Il fait également construire un palais dont les travaux sont financés par le roi et durent quatre années, de 1576 à 1580. Il s’agit d’un édifice luxueux qui comprend un atelier de construction d’instruments pour l’astronomie, une imprimerie destinée à publier ses travaux, un laboratoire d’alchimie.
Uraniborg devient rapidement un centre scientifique important et réputé, qui attire les étudiants et les astronomes de toute l’Europe. Tycho Brahe est très méticuleux et conserve toutes les données de ses observations, ce qui lui permet d’établir le catalogue d’étoiles le plus complet et le plus précis de l’époque. Il est considéré par ses collègues et contemporains comme le plus exact des observateurs. Toutes ses observations sont faites avant l’invention du télescope et de la lunette astronomique. C'est là aussi que Tycho Brahe met au point son système du monde qui est comme une sorte de conciliation entre le système de Ptolémée et celui de Copernic.
En 1577, il commence ses observations et le 13 novembre de la même année, il fait la découverte de la comète qui est à la base de son second ouvrage sur les mouvements De mundi ætherei recentioribus phænomenis publié en 1587.
Il fait construire en 1584 un observatoire astronomique enterré qu’il appelle Stjerneborg (palais des étoiles). Celui-ci comporte des chambres souterraines dans lesquelles sont installés des instruments et dont les toits, ou coupoles, dépassent du sol.
Tycho Brahe était aussi pharmacien. Son laboratoire au sous-sol de Uraniborg avait seize fours, certains connectés à des distillateurs. C’est sur ses recherches pour trouver des remèdes qu’il passa le plus de temps. Il produisait des élixirs, dont certains étaient à base de sulfate mercurique pour traiter des maladies cutanées comme celles provoquées par la syphilis. Il a également fait imprimer à Uraniborg des ouvrages de ses élèves qu'il a supervisé.

#### Mort de Frédéric III et Régence
Le roi Frédéric II meurt en 1588, son fils Christian IV n'a que dix ans. Tycho Brahe, s'il perd son mécène, conserve le soutien du pouvoir danois assuré par un Conseil de Régence aux mains de la grande aristocratie danoise. Tycho est préoccupé de la pérennité de son « centre de recherche », mais aussi de l'avenir de ses enfants qui ne sont pas nobles, leur mère ne l'étant pas. Il obtient du Conseil de Régence une déclaration officielle assurant que son établissement scientifique de Hven serait maintenu avec les ressources nécessaires à son activité et une direction pouvant être assurée par des roturiers, avec un ordre de succession qui privilégie la famille de Tycho. La déclaration est confirmée en 1589.
Durant la régence, l'activité scientifique à Hven se poursuit. Christian Sørensen Longomontanus, qui deviendra un proche de Tycho et son principal assistant, est recruté en 1589. Le mathématicien et astronome Christoph Rothmann de Cassel, correspondant de longue date de Tycho passe le mois d'août 1590 à Hven.
Tycho reçoit également les grands de ce monde comme le roi Jacques VI d'Écosse venu épouser en 1590 une sœur aînée de Christian IV. Le jeune roi du Danemark lui-même et sa cour lui rendent visite en 1592.

#### Dernières années au Danemark

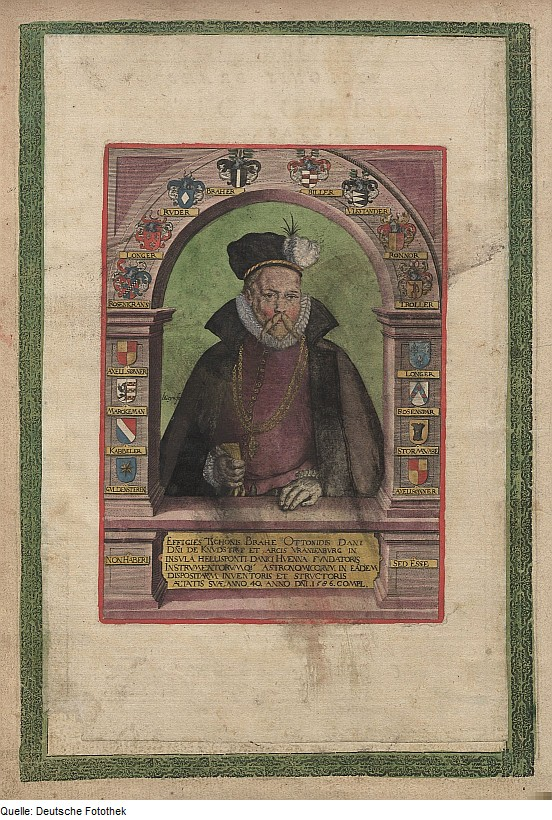
Portrait de Tycho Brahe, gravure extraite de l'édition originale de son Astronomiae Instauratae Mechanica (1598)

Christian IV est couronné en août 1596 : la Régence prend fin, et le pouvoir danois devient nettement moins favorable à Tycho. Christoffer Walkendorf (en), qui avait été évincé du Conseil de Régence par une faction proche de Tycho, devient Rigshofmester (en), poste le plus important du gouvernement et qui était vacant depuis la mort de Peder Oxe (en). Christian IV et ses deux principaux ministres, Christoffer Walkendorf et le chancelier Christian Friis (da), sont en faveur d'un pouvoir fort, entre les mains d'un monarque de droit divin, et s'opposent au régime oligarchique renforcé par le Conseil de Régence. Dès 1596 Tycho se voit retirer un fief en Norvège qui lui avait été attribué par Frédéric II, ses frères et parents subissent souvent des pertes analogues. Tycho invoque en vain les engagements de Frédéric II et la déclaration du Conseil de Régence à propos de Hven. Début 1597, il perd une importante pension annuelle qui lui était versée depuis 1582. Ces deux décisions lui font perdre un tiers de son revenu annuel.
En avril 1597, Tycho décide de quitter Hven avec sa famille et ses proches pour Copenhague. Il embarque la plupart de ses instruments, ne laissant que ceux qui ne peuvent être démontés, ses presses à imprimer, sa bibliothèque.
Tycho a également commis des erreurs : chanoine de la chapelle de la cathédrale de Roskilde où sont enterrés le Roi Frédéric II et ses deux prédécesseurs, il a laissé la voûte de celle-ci se détériorer, a ignoré en 1593 les injonctions à la faire réparer du jeune Christian IV, encore mineur, et a tardé à réagir. La charge de chanoine lui est finalement retirée en juin 1597.
Soumis à des vexations —on lui interdit d'installer ses instruments en haut des remparts de la ville, au dessus de son domicile— il finit par quitter le Danemark pour l'Allemagne en juin 1597, toujours en compagnie de ses proches et de ses instruments, et ne retournera jamais au Danemark.
Il voyage pendant quelques années, puis, en 1599, s’installe dans le château de Benateck près de Prague où il travaille en tant que mathématicien Impérial de la cour de l'empereur Rodolphe II.

### Mort

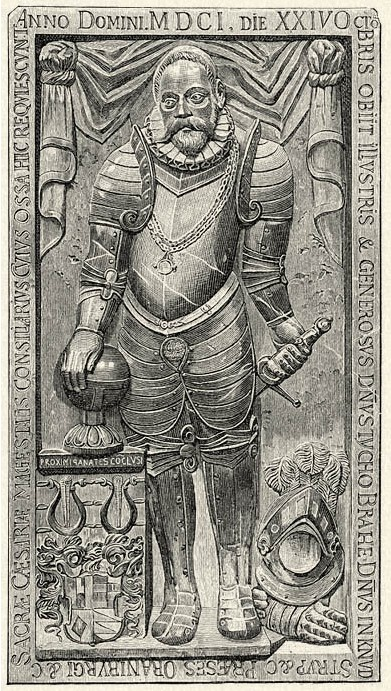
Pierre tombale de Tycho Brahe.

Il meurt dans la ville de Prague en 1601. Sur son lit de mort il délire, mais dans ses moments de répit dit à Kepler : « Ne frustra vixisse videar ! » (débrouille-toi pour que je ne paraisse pas avoir vécu en vain !), car il s'est rendu compte qu'il n'avait réalisé que des Progymnasmata (travaux préliminaires). Kepler répondra à ce dernier vœu en publiant Astronomiae instauratae progymnasmata dès 1602.
Il serait mort à la suite d'un calcul ou d’une septicémie, ce qui pourrait avoir été provoqué par le fait de s’être retenu trop longtemps d’uriner pendant un trajet de plusieurs heures en carrosse avec l’empereur Rodolphe II ou un long repas à la Cour impériale de Prague. Cela donna l'expression tchèque « ne pas vouloir mourir comme Tycho Brahe » pour signifier une envie pressante,.
Il est aussi possible que Tycho Brahe ait été empoisonné, des rumeurs apparaissant à ce sujet dès sa mort (voir plus bas).
Après la mort de Tycho Brahe, Rodolphe II acheta ses instruments pour les faire enfermer à l’hôtel de Curzt à l'abri des convoitises. Ses instruments y furent conservés un long moment, mais seront finalement perdus.
Comme la plupart des astronomes avant lui, Tycho Brahe croyait en l'astrologie. Il calcula d'ailleurs lui-même son propre thème astral : « Tycho Brahe, né le 14 décembre 1546 à 10 h 47 de Greenwich à Scania (Danemark). Soleil en 2°07 Capricorne, AS en 16°38 Verseau, Lune en 23°11 Vierge, MC en 15°19 Sagittaire. »
Il est enterré dans l'église de Notre-Dame de Týn, près de l'horloge astronomique à Prague.
À sa mort, son importante équipe de savants et d'artisans se répand en Europe[réf. nécessaire] et participe à des académies expérimentales comme l'Académie des secrets[Quoi ?], puis l'Académie des Lyncéens (1603) de Giambattista della Porta (1535-1615) et autres adeptes de la philosophie naturelle comme Girolamo Ruscelli, ou encore l'Accademia del Cimento.

## Principaux travaux

### Supernova
SN 1572 (ou Nova de Tycho) est une supernova survenue dans la constellation de Cassiopée, et l’une des rares à avoir été visible à l’œil nu.
Elle fut observée le 11 novembre 1572 par Tycho Brahe, depuis l'Abbaye de Herrevad,, alors qu’elle était plus brillante que Vénus, avec une magnitude apparente de -4. Elle cessa d'être visible à partir de mars 1574.
En fait, il semble que Brahe ne soit pas réellement le premier à l’avoir observée, elle aurait été vue par Wolfgang Schuler dès le 6 novembre 1572, par John Dee et son disciple Thomas Digges, puis par l’astronome italien Francesco Maurolico. Mais Brahe est le premier à l’avoir décrite et étudiée en détail.
Dans un premier temps, Tycho Brahe a fait remarquer que l’objet n’a pas de parallaxe diurne dans le contexte des étoiles fixes d’arrière-plan. Ce qui implique qu’il se trouvait forcément plus loin que la Lune et les planètes, qui elles, affichent de telles parallaxes. Ensuite, il constate que, pendant plusieurs mois, l’objet n’a pas modifié sa position par rapport aux étoiles fixes, comme le font les planètes. 
Cela lui inspire la conclusion que le nouvel objet céleste n’était pas une planète, mais une étoile fixe dans le domaine stellaire, au-delà de toutes les planètes.
Il publia à ce sujet un petit livre appelé De Stella Nova, De la nouvelle étoile (1573). Nous savons aujourd'hui que cette supernova se trouve à 7 500 années-lumière de la Terre.
L’apparition de la supernova de 1572 est l’un des deux ou trois événements les plus importants de l’histoire de l’astronomie. La « nouvelle étoile » a contribué à briser les anciennes représentations du ciel, et à déclencher une révolution en astronomie. Cette découverte a permis de réaliser de meilleures classifications astrométriques cataloguées et a rendu nécessaire l'utilisation d'instruments d'observation astronomique plus précis. La Supernova de 1572 est souvent appelée « la supernova Tycho », en raison du vaste travail que Tycho Brahe avait accompli à son sujet.

### La grande comète de 1577

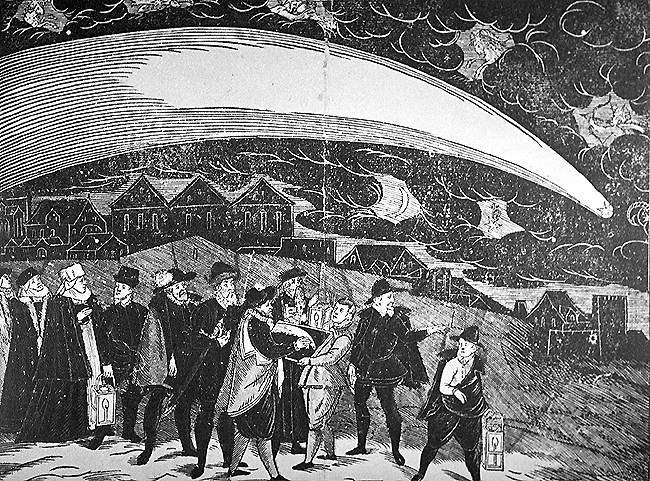
Illustration de la Grande comète de 1577 vue de Prague.

En 1577, Tycho ne dispose pas encore de ses meilleurs instruments, mais il acquiert en début d'année sa première horloge qui donne l'heure à la seconde, et, après un essai infructueux, fait construire un quadrant astronomique qui lui donne satisfaction,.
Un soir de novembre, il remarque pour la première fois une nouvelle étoile qui se révèle être la comète qu'il attendait de pouvoir observer depuis longtemps. La grande comète de 1577 (C/1577 V1) passe près de la Terre cette année-là, et elle est remarquée dans l’Europe entière.
L'observation de celle-ci n'est pas simple. Elle est proche du Soleil et, à son apparition, n'est visible qu'une heure après le coucher de celui-ci. Tycho va pouvoir l'observer jusqu'en janvier de l'année suivante. Il cherche à calculer sa parallaxe diurne, en reconstituant le mouvement apparent de la comète, et en le comparant avec celui de la Lune. Il finit par démontrer que la parallaxe diurne est insignifiante, et en donne une majoration qui la relègue forcément au-delà de la Lune, au moins quatre fois plus loin.
C'est un résultat essentiel : il fait de la comète un corps céleste contrairement à ce qu'Aristote, avait théorisé dans Les Météorologiques. Pour celui-ci les comètes sont des phénomènes atmosphériques qui se forment en dessous de la Lune. En observateur neutre, Tycho examina toutes les données recueillies ainsi que les siennes propres. Pour lui, le résultat était clair : la comète devait décrire une orbite autour du Soleil « bien au-delà de la Lune », recoupant celles des planètes. Il en tira la conséquence que les planètes ne reposaient pas sur des sphères solides transparentes (les fameuses « sphères de cristal » d'Aristote) que Georg von Purbach avait rétablies dans sa représentation de la sphère céleste. Bien qu’il eût conservé le géocentrisme, il remit en question deux points importants de modèles antiques auxquels certains de ses contemporains étaient encore attachés : la « solidité » des sphères et l'immuabilité de l'espace supra-lunaire.

### Instruments

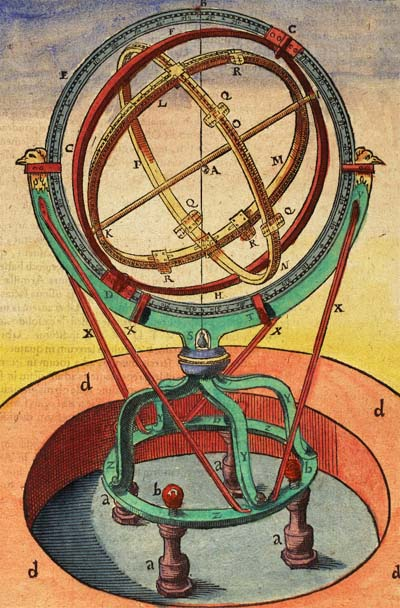
'une des sphère armillaire de Tycho Brahe (Astronomiae instauratae mechanica).

Lors de la conjonction de Jupiter et de Saturne en 1563, Tycho Brahe s'était rendu compte que la précision des tables astronomiques disponibles à son époque était insuffisante. Convaincu que celles-ci devaient être améliorées, il s'investit dans le perfectionnement et la création d'instruments de mesure. C'est avec l'arbalestrille qu'il fit ses premières mesures avec une précision limitée. Pour affiner celles-ci, il inventa une sorte de sextant, dont l’ouverture se fait sur soixante degrés (d'où son nom). 
Cette invention lui permit en 1572 de mesurer la position de la supernova située dans la constellation de Cassiopée. Plus tard, en 1581, il fit construire un sextant de un mètre cinquante monté sur un pivot sphérique.
Tycho améliora ou inventa une douzaine d'instruments différents dont certains, avant leur perfectionnement et leur usage en astronomie, furent d'abord utilisés dans la navigation maritime. L'un des plus connus était le quadrant mural d’un rayon de deux mètres avec lequel il était possible de mesurer une déclinaison à dix secondes d’arc près.
Il fit également construire des sphères armillaires dont l'une avait un diamètre de près de trois mètres. Celle-ci servait à mesurer les coordonnées des étoiles dans le ciel le plus précisément possible et à se faire une meilleure représentation du mouvement des corps célestes observés.
Tycho Brahe préfigura la fin de la recherche observationnelle du ciel sans l'aide de la lentille, qui lui permettra un peu plus tard de faire un bond en avant grâce à la lunette astronomique de Galilée et le télescope à miroir concave de Isaac Newton. Sa vigilance et sa persévérance lui permirent de réaliser des mesures précises au moyen de la mise au point d’instruments et de nombreuses conversions utilisant la trigonométrie sphérique. Il est reconnu comme un scientifique de premier plan pour la précision de ses mesures astronomiques pour l’époque et son catalogue d’étoiles que Johannes Kepler reprendra plus tard pour le compléter.

### Modèle géo-héliocentrique

Dans ce modèle géo-héliocentrique de Tycho Brahe, les objets célestes sur les orbites en bleu (Lune et Soleil) tournent autour de la Terre. Les objets sur les orbites en orange (Mercure, Vénus, Mars, Jupiter et Saturne) tournent autour du Soleil. À la périphérie se trouvent les étoiles.

Tycho se donnait une discipline d’observation quotidienne ; il a formé toute une génération d’astronomes, leur inculquant l’art de l'observation et a déduit de celles qu'il effectua un système, dit « de Tycho Brahe », élaboré à partir de la théorie géocentrique de Ptolémée (vers 90 - vers 168), de la théorie mixte d'Héraclide du Pont (IVe siècle av. J.-C.), pour qui le Soleil orbite autour de la Terre, tandis que les cinq planètes tournent autour du Soleil, et de la théorie héliocentrique de Copernic. Dans la théorie de Tycho Brahe, le Soleil et la Lune tournent autour de la Terre immobile, tandis que Mercure, Vénus, Mars, Jupiter et Saturne tournent autour du Soleil.
Le système de Copernic (1473 - 1543) est déclaré contraire à la Bible par l’Église en 1616. Le système de Tycho Brahe fut adopté par les jésuites.
Kepler ne parvint pas à convaincre Tycho d’adopter le modèle héliocentrique du système solaire. Brahe semble ne pas avoir eu d’objection de principe, mais s’y être opposé pour des raisons relatives aux observations. En effet, il considérait que si la Terre orbitait annuellement autour du Soleil, il devrait y avoir une parallaxe stellaire observable sur une période de six mois, au cours de laquelle l’angle d’orientation d’une étoile changerait, ce qui n’était pas perceptible. Reprenant les thèses de Brahe lors du procès de Galilée, l’inquisiteur saint Robert Bellarmin objecta que, si la Terre se mouvait, on devait observer une parallaxe. Mais aucune parallaxe n’ayant été mesurée, ce fait devenait un argument contre l’héliocentrisme. Galilée répondit que les étoiles étaient trop lointaines pour que la parallaxe puisse être vue et mesurée avec les instruments d’alors. Dans les années qui ont suivi, Galilée, par son observation sur les phases de Vénus en 1610, invalida le système ptoléméen. Le système de Brahe devint alors le principal concurrent de celui de Copernic. L’Église catholique finit par abandonner le système géocentrique de Ptolémée, au profit de celui de Tycho Brahe, plus conforme aux observations.
C’est au cours de l’année 1729 que James Bradley réussit à prouver l’automouvement de la Terre par rapport aux étoiles fixes, selon sa démonstration expérimentale de l’aberration stellaire. Bradley obtint un déplacement maximal de l’aberration de l’ordre de vingt secondes d'arc, une valeur très petite qui ne pouvait être constatée par des instruments conçus avant le début du XVIIe siècle. Ces nouvelles observations conduisirent à l'élimination du système de Tycho Brahe. Quant aux parallaxes, elles ne furent observées qu'un siècle plus tard par Friedrich Wilhelm Bessel en 1828.
Malgré son erreur, Tycho se classe dans un mode de pensée basé sur l’observation et l’expérimentation du monde, comme ce sera le cas aussi pour Kepler ou Galilée. Il s’oppose de ce fait à un mode de pensée fondé sur le choix de systèmes seulement théoriques, comme celui d'Aristote, qui influença pourtant la recherche astronomique pendant des siècles ou comme celui de Copernic, qui, à plusieurs égards, resta fermement ancré dans la tradition des Anciens.

## Tycho Brahe astronome

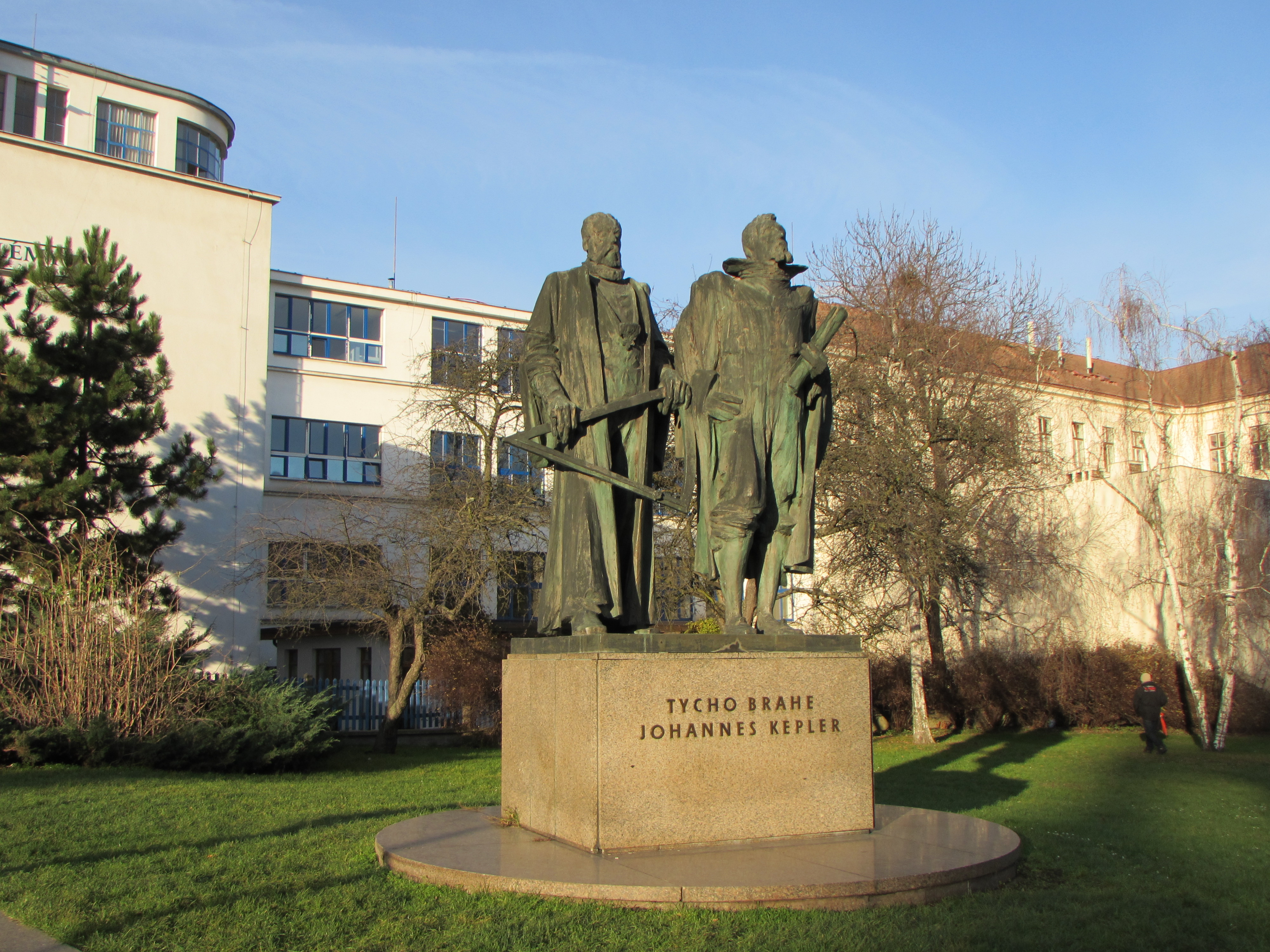
Tycho Brahe et Johannes Kepler.

Tycho a été le dernier des astronomes de l’ère précédant l’invention de la Lunette astronomique et du télescope. Alors qu’il avait dix-sept ans, lors d’une conjonction de Jupiter avec Saturne, Tycho se rendit compte que toutes les tables astronomiques ne concordaient pas et qu'il était quasiment impossible de faire une quelconque prévision. Ce fait eut une très grande influence sur le projet de sa vie. Il s’attacha sa vie durant à y remédier. Par ses observations, il recueillit une montagne de données qui le conduisirent à cartographier le ciel et produire des données fiables qui permirent à Kepler d'établir et de publier en 1627 les tables rudolphines. Il forma dans son école à Uraniborg toute une génération d’astronomes, par ses méthodes d’observation et à l’aide de ses instruments. Il recruta les meilleurs, dont Peder Jakobsen Flemløse et Elias Olsen Morsing, Kristen Sørensen Langberg (Longomontanus) et Johannes Kepler pour l’aider à réaliser ce projet colossal.
Durant sa carrière, il affina sans cesse ses instruments d’observation. Il publia en mai 1598 le catalogue stellaire avec les positions de 1 004 étoiles. Pour l’époque, c’est la meilleure référence mondiale de précision astrale. C’est grâce à ce projet que, quelques années plus tard, toutes ces observations des trajectoires des planètes permirent à Johannes Kepler, son assistant, d’analyser le chemin des astres et d’en ressortir trois joyaux : les lois universelles de Kepler. Plus tard Isaac Newton en fit une démonstration mathématique et en déduisit la loi universelle de la gravitation.
Il fut le premier astronome à percevoir la réfraction de la lumière et à établir une table complète pour corriger les mesures astronomiques dues à cet effet.
Il déduisit de ses observations un système planétaire, dit « système de Tycho Brahe ». Il s'agit d'un système hybride entre la théorie géocentrique et la théorie héliocentrique. Le système Tycho devint alors le principal concurrent du système de Copernic. À propos de la paternité de son système, un conflit a surgi avec l’astronome Ursus, qui avait visité Uraniborg avec Heinrich Rantzau ami de Tycho Brahe. En définitive, il en ressort que ce dernier se serait inspiré du modèle de Paul Wittich (1546-1586).
Tycho améliora ou inventa une douzaine d’instruments différents dont certains, avant leur perfectionnement et leur usage en astronomie, furent d’abord utilisés dans la navigation maritime. Par ses observations de la Grande comète de 1577, Tycho démontra qu’elle n’avait pas de parallaxe diurne mesurable, et que cet objet devait se situer bien au-delà de l’influence terrestre. Il montra ainsi que les comètes ne sont pas des phénomènes de l'atmosphère terrestre.
Tycho était un organisateur, il savait utiliser tout ce que la science astronomique de l’époque possédait. Il se procura notamment les livres de Paul Wittich. Sa bibliothèque s'enrichit par des échanges de livres et des achats. Tycho envoya ses publications aux princes et aux écoles à travers le continent et reçut beaucoup de livres en cadeau. Pour constituer son importante bibliothèque il n'hésitait pas à racheter des bibliothèques complètes. C’est aussi par ses contacts et ses voyages qu’il recueillit une multitude d’informations liées à son projet. Pour traiter cette masse de données, Paul Wittich enseigna à Tycho sa nouvelle méthode de prostaphérèse, un algorithme précurseur des logarithmes, accélérant ainsi la production des calculs de son équipe.
Tycho Brahe demanda à Johannes Kepler de calculer l’orbite précise de Mars, pour laquelle il avait remarqué une excentricité de la trajectoire, considérée comme une anomalie à une époque où, selon le système des épicycles d'Hipparque, repris par Ptolémée, on pensait encore parfois que les mouvements des planètes décrivaient des cercles, figures parfaites. Tycho pensa donc à construire des excentriques pour les orbites planétaires. De tels cercles excentriques étaient admis depuis l'antiquité, par le biais des épicycles, pour la Lune et le Soleil.
C'est grâce aux observations méticuleuses de Tycho Brahe que Johannes Kepler put élaborer les bases scientifiques de la mécanique céleste reposant sur le système héliocentrique qu'Isaac Newton porta à son aboutissement. Déjà avec Tycho Brahe, les modèles antiques n'étaient plus adaptés et une refonte totale de la géométrie des orbites et des tables s'imposait. Cependant celui-ci, imprégné de scrupules religieux et refusant le système théorique de Copernic, chercha à créer un modèle de représentation du monde qui était un compromis entre ce dernier et celui de Ptolémée. Son système qui s'avérait compliqué ne fut pas suivi par ses pairs. Toutefois, à l'époque même où Galilée sera contraint d'abjurer, Gassendi acceptera son système, quoique sans grande conviction, et le jésuite Riccioli en proposera une variante. Il convient donc de remarquer qu'à partir du modèle de Brahe, il devient possible d'envisager l'héliocentrisme des planètes (à l'exclusion de la Terre) sans susciter de condamnation par l'Église. La foi ecclésiastique dans le modèle antique est ébranlée, prélude à son abandon de fait par le pape Benoît XIV vers 1750.

## Controverse sur sa mort
En 1901, à l'occasion du tricentenaire de sa mort, sa tombe est ouverte et une autopsie est réalisée pour vérifier qu'il s'agit bien de son corps. Des poils de sa barbe et de ses cheveux sont prélevés et après la chute du mur de Berlin, la nouvelle République tchèque autorise les Danois à planter leur drapeau à côté de la tombe de l'astronome en 1991, offrant à l'ambassadeur danois au cours de cette cérémonie officielle des poils de la barbe de Brahe. Ces poils sont analysés en 1992 : on y trouve des taux de mercure anormalement élevés, mais qui peuvent s'expliquer par l'usage de ce métal lors des expériences d'alchimie de Brahe.
Pour élucider la raison de sa mort, une étude est constituée en 1996 par J. Pallon de l’institut de physique de l’université de Lund, en Suède. Elle étudie plus précisément les racines de ses cheveux où apparaissent des concentrations d’or de 20 à 100 fois supérieures à la normale jusqu’à deux mois avant sa mort. Son rapport comporte la conclusion suivante : « En observant le taux de croissance des poils, il a été conclu que Brahe a été empoisonné par le mercure un jour avant sa mort. Il est peu probable qu'il ait été assassiné, malgré une thèse suspectant l'implication de Kepler. Il est plus probable, dans le cas de la thèse de l'empoisonnement au mercure, qu’il ait déclenché sa propre mort en prenant la veille de sa mort, pour se guérir, un remède fabriqué par lui, riche en mercure. Il voulait guérir de ses troubles du système urinaire (hypertrophie prostatique ou, moins probablement, calcul rénal). Selon les analyses, il n’y a pas eu explosion de la vessie, mais le mercure de ses propres préparations a conduit à l’urémie dont il est mort. »
Peter Andersen, professeur médiéviste à Strasbourg, évoque l'hypothèse d’un complot fomenté par le roi Christian. Le professeur a retrouvé dans les Archives nationales suédoises à Stockholm le journal d’Erik Brahe, cousin éloigné de l'astronome, écrit en alphabet crypté et qui relate ses contacts avec le prince Johan, frère cadet de Christian IV. Erik Brahe aurait empoisonné Tycho sur l'ordre indirect du roi. Le mobile du crime serait la vengeance : soit le roi a été manipulé par son conseiller personnel Jon Jakobsen, copernicien convaincu et farouche ennemi de Tycho Brahe. Soit le roi voulait éliminer Brahe qui aurait été l’amant de sa mère, la reine Sophie de Mecklenburg-Güstrow et, peut-être, son père.
En 2010, le corps de Tycho est à nouveau exhumé afin de procéder à des analyses que les progrès de la technique permettent. L'Université d'Aarhus publie en 2012 les résultats de l'examen des os et des dents, qui révèlent un taux de mercure normal dans les derniers jours de sa vie. Finalement, après 400 ans de mystère, les scientifiques danois et tchèques concluent que Tycho Brahe est décédé de mort naturelle.

## Publications
- (la) De nova et nullius ævi memoria prius visa Stella, Copenhague, 1573.
- (la) De mundi ætheri recentioribus phænomenis, Uraniborg, 1588.
- (la) Epistolarum Astronomicarum Liber Primus, Uraniborg, 1596.
- (la) Astronomiæ Instauratæ Mechanica, Wandsbek 1598, accessible en ligne, avec traductions en anglais et en danois, à partir du site de la Bibliothèque royale du Danemark, édition de 1602, Noribergae, apud L. Hvlsivm, en ligne sur le site de l'université Lehigh), (réimpression : KLP Koniasch Latin Press, Prague, 1996,  (ISBN 80-85917-23-8)).
- (la) Stellarum octavi orbis inerrantium accurata restitutio, Wandsbek, 1598.
- (la)  Astronomiæ Instauratæ Progymnasmata (édité par Johannes Kepler), Prague, 1602-1603.fondosdigitales.us.es en ligne sur le site de l'université de Séville.
- (la) De mundi ætherei recentioribus phænomenis, liber secundus, Francfort, 1610.
- (la) Opera omnia sive astronomiæ instauratæ, Francfort, 1648, 15 vol. (réimpression Olms, Hildesheim, 2001 (ISBN 3-487-11388-0, lire en ligne).
- (la) Elias Olsen Morsing, Diarium Astrologicum et Metheorologicum, Uraniborg, 1586 (compilation éditée par Elias Olsen Morsing, élève de Tycho Brahe
- (da) Peder Jacobsen Flemløse, En Elementisch oc Jordisch Astrologia. Uraniborg, 1591.

## Honneurs et récompenses
Plusieurs corps du système solaire portent son nom :
- l'astéroïde (1677) Tycho Brahe,
- un cratère lunaire,
- un cratère martien.

### Ouvrages anciens
- (la) Pierre Gassendi, Tychonis Brahei, equitis dani, astronomorum coryphaei, vita, 1654 (lire en ligne).
- Jean Sylvain Bailly, Histoire de l'astronomie moderne depuis la fondation de l'école d'Alexandrie, jusqu'à l'époque de MDCCXXX, de Bure, 1779 (lire en ligne).
- Jean-Baptiste Delambre, Histoire de l'astronomie moderne, t. 1, Huzard-Courcier, 1821 (lire en ligne) en particulier p. 148-261.
- Nouvelle biographie générale depuis les temps les plus reculés jusqu’à nos jours - Jean Chrétien Ferdinand Hoefer (Firmin Didot - 1866).

### Ouvrages plus récents
- (en) John Louis Emil Dreyer, Tycho Brahe : A Picture of Scientific Life and Work in the Sixteenth Century, Edinburgh : Adam & Charles Black, 1890 (lire en ligne).
- (en) John Robert Christianson, « The Legacy of Tycho Brahe », Centaurus, t. 44,‎ décembre 2002, p. 228-247 (lire en ligne) (accès restreint).
- (en) John Robert Christianson, « Tycho Brahe's German Treatise on the Comet of 1577: A Study in Science and Politics », Isis, vol. 70, no 1,‎ mars 1979, p. 110-140 (lire en ligne) (accès restreint), contient la traduction en anglais d'un manuscrit en allemand de Tycho Brahe écrit en 1578 sur la comète de 1577, très certainement adressé au roi de Danemark, mais qui ne fut publié qu'en 1922.
- (en) John Robert Christianson, On Tycho's Island : Tycho Brahe and his assistants, 1570–1601, Cambridge University Press, 2000, 451 p. (ISBN 0-521-65081-X, lire en ligne).
- (en) Albert Van Helden (1995) Tycho Brahe, The Galileo Project.
- (en) Adam Mosley, Bearing the heavens : Tycho Brahe and the astronomical community of the late sixteenth century, Cambridge, Cambridge University Press, 2007, 354 p. (ISBN 978-0-521-83866-5, lire en ligne).
- Prosper Schroeder, La loi de la gravitation universelle : Newton, Euler et Laplace, Springer, 2007, 553 p. (ISBN 978-2-287-72082-6 et 2-287-72082-0, lire en ligne).
- (en) René Taton (éd.) et Curtis Wilson (éd.), The General history of astronomy. Vol. 2 : Planetary astronomy from the Renaissance to the rise of astrophysics. Part A : Tycho Brahe to Newton, Cambridge, Cambridge University Press, 1989, 281 p. (ISBN 0-521-24254-1, lire en ligne) (accès partiel).
- (en) Victor E. Thoren, The Lord of Uraniborg : a biography of Tycho Brahe, Cambridge/New York/Port Chester, Cambridge University Press, 1990, 523 p. (ISBN 0-521-35158-8) avec des contributions de John Robert Christianson.
- (en) Heidarzadeh Tofigh, A history of physical theories of comets, from Aristotle to Whipple, vol. 19, Springer, coll. « Archimedes Series », 2008 (ISBN 978-1-4020-8322-8 et 1-4020-8322-X).
- Jean-Pierre Verdet, Une histoire de l’astronomie, Paris, éditions du Seuil, coll. « Points sciences », 1990, 384 p. (ISBN 2-02-011557-3).

### Bases de données et dictionnaires
- Notices d'autorité :   - VIAF
  - ISNI
  - BnF (données)
  - IdRef
  - LCCN
  - GND
  - Italie
  - Japon
  - CiNii
  - Espagne
  - Belgique
  - Pays-Bas
  - Pologne
  - Israël
  - NUKAT
  - Catalogne
  - Suède
  - Vatican
- Notices dans des dictionnaires ou encyclopédies généralistes :   - Britannica
  - Brockhaus
  - Dansk biografisk leksikon
  - Den Store Danske Encyklopædi
  - Deutsche Biographie
  - Enciclopedia italiana
  - Enciclopedia De Agostini
  - Gran Enciclopèdia Catalana
  - Hrvatska Enciklopedija
  - Internetowa encyklopedia PWN
  - Nationalencyklopedin
  - Proleksis enciklopedija
  - Store norske leksikon
  - Treccani
  - Universalis
  - Visuotinė lietuvių enciklopedija
- Ressources relatives aux beaux-arts :   - Artists of the World Online
  - British Museum
  - Grove Art Online
  - Nationalmuseum
  - Union List of Artist Names
- Ressources relatives à la recherche :   - Isidore
  - Mathematics Genealogy Project
- Ressource relative à l'astronomie :   - Biographical Encyclopedia of Astronomers
- Ressource relative à la bande dessinée :   - Comic Vine
- Ressource relative à la musique :   - MusicBrainz